# دون أسموسين
دون أسموسين (بالإنجليزية: Don Asmussen)‏ هو رسام كارتون أمريكي، ولد في 1967 في رود آيلاند في الولايات المتحدة.